# Polski Chór Mieszany „Collegium Canticorum”
Polski Chór Mieszany „Collegium Canticorum“ – zespół artystyczny na Śląsku Cieszyńskim. Śpiewacy to mieszkańcy Zaolzia (czeskiej części tego regionu), deklarujący swoją polską narodowość. Na co tygodniowe próby, które odbywają się w Teatrze w Czeskim Cieszynie, zjeżdżają się z szesnastu okolicznych miejscowości. Zawodowo nie są związani z muzyką, są amatorami.
Chór powstał w 1986 r. w Czeskim Cieszynie, a obecnie działa pod kierownictwem artystycznym Anny Szawińskiej-Kołowskiej, doktor Wydziału Artystycznego Uniwersytetu Śląskiego w Katowicach. Na czele zarządu zespołu stoi Roman Najder. „Collegium Canticorum” jest członkiem Polskiego Związku Chórów i Orkiestr oraz Unii českých pěveckých sborů.
Zespół prezentuje zróżnicowany repertuar, występuje na całym Śląsku Cieszyńskim, organizuje koncerty muzyki świeckiej i sakralnej i wydaje płyty.

## Historia
Chór powstał w 1986 r. jako reprezentacyjny zespół Zarządu Głównego Polskiego Związku Kulturalno-Oświatowego w Czeskim Cieszynie. W roku 1992 przekształcił się w niezależną organizację działającą w Republice Czeskiej, kierowaną przez wybrany przez siebie zarząd. W jego czele wymieniło się wielu przewodniczących, od lat jednak pracują w nim te same osoby: Roman Najder (obecny prezes) oraz Zygmunt Branny, Andrzej Cymerys, Ewa Hrnčíř, Irena Krzyżanek, Bogdana Najder, Halina Pribula i Zbigniew Zachwieja.
1986 – 1999 – dyrygent dr Leszek Kalina
Założyciel „Collegium Canticorum“ dr Leszek Kalina kierował zespołem 13 lat. Pod jego dyrekcją chór znalazł się w czołówce chórów zaolziańskich, zwyciężył w ogólnokrajowych konkursach chóralnych w Jihlawie (1990) i Pradze (1994) i wziął udział w trzech europejskich festiwalach (Międzyzdroje (1988,1990), Debrecen (1994), Lllangollen (1995).
1999 – 2009 – dyrygent prof. Halina Goniewicz- Urbaś
W latach 1999–2009 chór działał pod kierownictwem artystycznym prof. Haliny Goniewicz-Urbaś, profesor chóralistyki Uniwersytetu Śląskiego w Katowicach, która skupiła się na poprawianiu emisji zespołu, a do interpretacji pieśni wniosła sporo żywiołowości i emocji. Przed chórem stawiała nowe wyzwania, wzbogaciła repertuar o wiele trudnych pozycji i wprowadziła zespół w świat wielkiej muzyki.
„Collegium Canticorum“ trzykrotnie wystąpiło na cieszyńskim Festiwalu Muzyki Wokalnej „Viva il Canto”, wykonując m.in. „Requiem d-moll” Mozarta (2002) oraz oratorium „Mesjasz” G. F. Haendla (2003).
Wywalczyło ocenę „bardzo dobry“ na festiwalu w szwajcarskich Montreux (2005) i 1. miejsce w swej kategorii na Międzynarodowym festiwalu i. A. Brucknera w austriackim Linz (2007).
Grupa wzięła udział w światowych festiwalach w Atenach (2000), Montreux (2005) i Linz (2007). Zdobyła 1. miejsca na konkursach w Ołomuńcu (2001), Ustroniu (2001), Legnicy (2001), Tychach (2005), Katowicach (2006), 2. miejsca na konkursach w Ołomuńcu (2004), Będzinie (2005), Warszawie (2007), złote „złote pasma“ na konkursach w Pradze (2005), Katowicach (2006).
Pod batutą swej członkini Haliny Pribuli w r. 2009 „Collegium Canticorum“ zdobyło dwa „srebrne pasma“ na festiwalu „Slovakia Cantat“ w Bratysławie.
Od października 2009 r. – dyrygent dr Anna Szawińska-Kołowska
W październiku 2009 roku Polski Chór Mieszany „Collegium Canticorum“ zaczął pracować pod nowym kierownictwem artystycznym, dr Anny Szawińskiej, doktor sztuki Wydziału Artystycznego Uniwersytetu Śląskiego w Katowicach.
W grudniu 2009 roku pod jej batutą chór wystąpił na Międzynarodowym Festiwalu Muzyki Adwentowej i Bożonarodzeniowej „Pražské Vánoce”, zyskując „Złoty Dyplom”. Anna Szawińska została uhonorowana nagrodą dla najlepszego dyrygenta.
W roku 2011 chór zyskuje srebrny dyplom z Ogólnopolskiego Konkursu Pieśni Pasyjnej w Bydgoszczy.
19.11.2016 w Teatrze Cieszyńskim w Czeskim Cieszynie odbył się koncert jubileuszowy z okazji 30-lecia chóru. W tym samym roku chór był nominowany do konkursu „Tacy Jesteśmy” Kongresu Polaków w Republice Czeskiej i stał się laureatem nagrody publiczności. W tymże roku na Międzynarodowym Festiwalu Chóralnym "Svátky písní" w Ołomuńcu zyskał złoty i srebrny medal.
W sierpniu 2017 r. brał udział na Międzynarodowym Festiwalu Chóralny w Ohrydzie w Macedonii, gdzie zdobywają srebrny dyplom oraz 2. miejsce w kategorii chórów dorosłych.

## Najważniejsze wydarzenia
11 IX 1986 Czeski Cieszyn chór rozpoczyna swą pracę pod kierownictwem Leszka Kaliny

2 – 14 VII 1988 – Międzyzdroje – XXIII Międzynarodowy Festiwal Pieśni Chóralnej. 4. miejsce i puchar ZG Polskiego Związku Chórów i Orkiestr

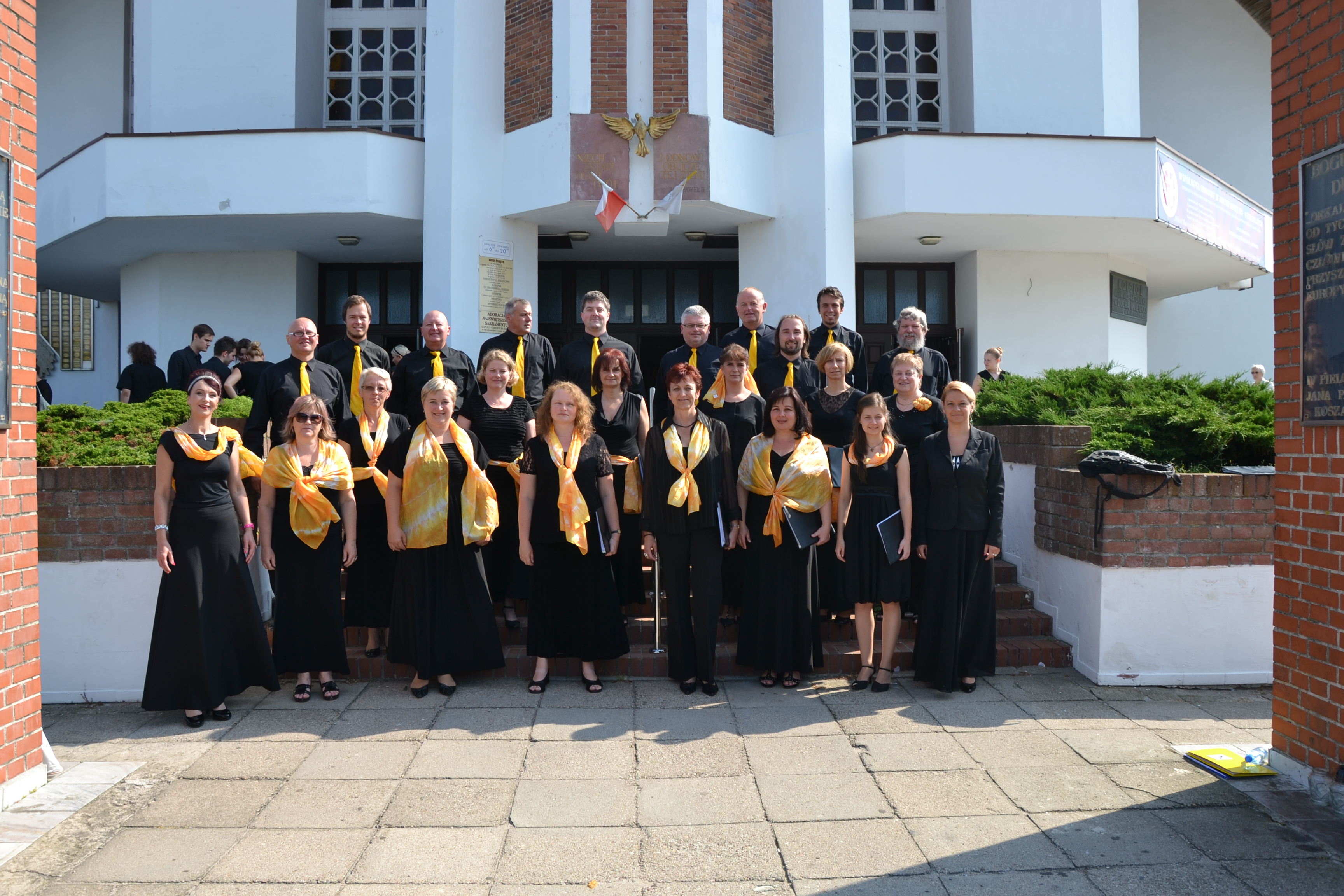
Collegium Canticorum w Koszalinie

18 XI 1990 – Jihlava – XXXIII. festival sborového umění. 1. nagroda i puchar za interpretację utworu obowiązkowego
22 – 27 II 1994 – Praha – Pražské dny sborového zpěvu. 1. miejsce i nagroda za dobór repertuaru konkursowego.
4 – 9 VII 1994 – Debrecen – Węgry – Międzynarodowy Konkurs Chóralny im. B. Bartóka
4 – 9 VII 1995 – Llangollen – Wielka Brytania - Międzynarodowy Festiwalu Muzyczny Llangollen
16 XI – Czeski Cieszyn – Koncert i płyta CD „Canticorum Iubilo“ z okazji 10-lecia
rok 1999 - Pałeczkę dyrygenta przejmuje Halina Goniewicz–Urbaś, profesor chóralistyki Uniwersytetu Śląskiego w Katowicach
22 VIII 1999 – Cieszyn – Festiwal „Viva il canto“.
4 – 15 XI 2000 – Ateny – Grecja – Międzynarodowy Festiwal Chóralny w Atenach, brązowy medal.
9 VI 2001 – Olomouc – Mięzynarodowy Festiwal Chóralny „Svátky písní“, 1. miejsce.
6 X 2001 – Ustroń – I Festiwal Chórów śląskich. 1. nagroda 
24 X 2001 – Czeski Cieszyn – Koncert i płyta CD „Jest we mnie śpiewanie” z okazji 15-lecia
24 – 26 V 2002 – Legnica – Ogólnopolski Turniej Chórów „Legnica Cantat”. 1. nagroda w kategorii chórów mieszanych
28 VIII 2002 – Ustroń – Festiwal „Viva il canto”. Wykonanie „Requiem d-moll” W.A. Mozarta
23 VIII 2003 – Ustroń – Festiwal „Viva il canto”. Wykonanie oratorium „Mesjasz” G.F. Haendla
12 VI 2004 – Olomouc – Festiwal „Svátky písní”. 2 złote pasma ( kat. sakralna i Superior)
8 I 2005 – Tychy – XIV Tyskie Wieczory Kolędowe. 1. nagroda
8 I 2005 – Będzin – Finał XI Ogólnopolskiego Konkursu Kolęd i Pastorałek. 2. miejsce
29 III – 3 IV 2005 Montreux – Szwajcaria – Międzynarodowy Festiwal Chóralny Monterux. Ocena. „bardzo dobry“
25 – 27 V 2005 – Cieszyn, Czeski Cieszyn – Udział w widowisku multimedialnym Leszka Wronki pt. „Olza“
25 – 26 XI – Praha – Międzynarodowy Festiwal Muzyki Adwentowej i Bożonarodzeniowej. Złote pasmo
3 V 2006 – Katowice – XIV Ogólnopolski Festiwal Polskiej Pieśni Chóralnej. Złoty dyplom
7 – 10 VI 2007 – Linz – Austria – Międzynarodowy Festiwal Chóralny im. Antona Brucknera w Linz 1.miejsce w kategorii chórów mieszanych i srebrne pasmo w kategorii sacra
10 – 11 XI 2007 – Warszawa – Międzynarodowy Festiwal Chóralny „Varsovia Cantus“. 2. nagroda
1 IV 2008 – Stonawa, Będzin, Karwina – Wykonanie i nagranie „Mszy Góralskiej“ T. Maklakiewicza, dyr. Danuta Zoń-Ciuk.
23 – 26 IV 2009 – Bratysława – Słowacja – Międzynarodowy Festiwal Chóralny „Slovakia Cantat“, pod batutą Haliny Pribuli, 2.srebrne pasma
październik 2009 – kierownictwo artystyczne przejmuje Anna Szawińska
11 – 13 XII 2009 – Praha – Międzynarodowy Festiwal Muzyki Bożonarodzeniowej „Pražské Vánoce“, złote pasmo, A. Szawińska – nagroda dla dyrygenta.
23 I 2010 - Wodzisław Śląski – „Czesko-Polskie Spotkania Chóralne“, 2. miejsce 
15 – 17 X 2010 – Riva – Włochy – Występy na Festiwalu Muzyczny „Lago di Garda”
21 I 2011 – Myślenice – XX Myślenicki Festiwal Pieśni Chóralnej „Kolędy i Pastorałki” – 1. nagroda w kat. chórów mieszanych
8 IV 2011 – Murowana Goślina – Koncert na Międzynarodowym Festiwalu Chóralnym im. Ks. E. Szymańskiego
9 IV 2011 – Bydgoszcz – Ogólnopolski Konkurs Pieśni Pasyjnej. Srebrny dyplom.
16 – 19 VI 2011 – Kraków – Krakowski Międzynarodowy Festiwal Chóralny „Cracovia Cantans” 3. nagroda w kategorii muzyka sakralna
28 XII 2011– Czeski Cieszyn – Jubileuszowy koncert świąteczny
13 –15 IV 2012 – Wrocław – Wrocławski Międzynarodowy Festiwal Chóralny VRATISLAVIA SACRA
30 II – 1 XII 2012 – Praha – XXII Międzynarodowy Festiwal Muzyki Adwentowej i Bożonarodzeniowe, brązowy medal
16 – 19 V 2013 – Barczewo – XII Międzynarodowy Festiwal Muzyki Chóralnej im. F. Nowowiejskiego
14 – 21 VII 2014 – Koszalin – Polonijna Akademia Chóralna w Koszalinie
16 XII 2014 – Bielsko-Biała – Ogólnopolski Konkurs Kolęd i Pastorałek
10 I 2015 – Tychy – Tyskie Wieczory Kolędowe, 1. miejsce w kat. chórów mieszanych
25 I 2015 – Brno – Koncert z okazji otwarcia willi Lӧw– Beer
6 VI 2015 – Olomouc – Festiwal "Svátky písní", zloty medal w kat. chórów mieszanych, srebrny w kat. muzyki sakralnej
22 X 2016 – Bielsko-Biała – XII Międzynarodowy Festiwal Chórów im. Kazimierza Fobera - "Gaude Cantem " – srebrny dyplom
5 XI 2016 – konkurs „Tacy Jesteśmy” – nagroda publiczność
19 XI 2016 – koncert jubileuszowy z okazji 30. rocznicy założenia chóru
24-28 VIII 2017 – Międzynarodowy Festiwal Chóralny w Ohrydzie w Macedonii 